# Турция на летних Олимпийских играх 2012
Турция на летних Олимпийских играх 2012 была представлена в 16 видах спорта.

## Награды
| Медаль  | Спортсмен         | Вид спорта      | Дисциплина                               |
| ------- | ----------------- | --------------- | ---------------------------------------- |
| Золото  | Сервет Тазегюль   | Тхэквондо       | Мужчины, до 68 кг                        |
| Золото  | Аслы Альптекин[a] | Лёгкая атлетика | Женщины, 1500 м                          |
| Серебро | Гамзе Булут       | Лёгкая атлетика | Женщины, 1500 м                          |
| Серебро | Нур Татар         | Тхэквондо       | Женщины, до 67 кг                        |
| Бронза  | Рыза Каяалп       | Борьба          | Мужчины, греко-римская борьба, до 120 кг |

a 17 августа 2015 года Спортивный арбитражный суд одобрил дисквалификацию Аслы Альптекин и лишил её золотой медали за применение допинга. По состоянию на конец 2015 года МОК не принял официального решения по данному вопросу, но если оно будет принято, то золото должно перейти к её соотечественнице Гамзе Булут.

## Результаты соревнований

### Бадминтон
Спортсменов — 1
Женщины
| Соревнование     | Спортсмены     | Групповой этап | Групповой этап | Групповой этап | 1/8 финала    | 1/4 финала    | 1/2 финала    | Финал         | Финал |
| Соревнование     | Спортсмены     | 1 матч         | 2 матч         | 3 матч         | 1/8 финала    | 1/4 финала    | 1/2 финала    | Финал         | Финал |
| Соревнование     | Спортсмены     | Соперник Счёт  | Соперник Счёт  | Соперник Счёт  | Соперник Счёт | Соперник Счёт | Соперник Счёт | Соперник Счёт | Место |
| ---------------- | -------------- | -------------- | -------------- | -------------- | ------------- | ------------- | ------------- | ------------- | ----- |
| Одиночный разряд | Неслихан Йигит |                |                |                |               |               |               |               |       |

### Баскетбол
Арбитр Реджеп Анкаралы работал на 8 матчах мужского и женского баскетбольного турнира.

### Бокс
Спортсменов — 6
Мужчины
| Соревнование | Спортсмены      | Первый раунд       | Второй раунд       | Четвертьфинал      | Полуфинал          | Финал              |
| Соревнование | Спортсмены      | Соперник Результат | Соперник Результат | Соперник Результат | Соперник Результат | Соперник Результат |
| ------------ | --------------- | ------------------ | ------------------ | ------------------ | ------------------ | ------------------ |
| до 49 кг     | Ферхат Пехливан |                    |                    |                    |                    |                    |
| до 52 кг     | Сельчук Экер    |                    |                    |                    |                    |                    |
| до 60 кг     | Фатих Келеш     |                    |                    |                    |                    |                    |
| до 64 кг     | Якуп Шенер      |                    |                    |                    |                    |                    |
| до 75 кг     | Адем Кылыччи    |                    |                    |                    |                    |                    |
| до 81 кг     | Бахрам Музаффер |                    |                    |                    |                    |                    |

На турнире работал судья Ясар Чинар.

### Водные виды спорта

#### Плавание
Спортсменов — 1
В следующий раунд на каждой дистанции проходят лучшие спортсмены по времени, независимо от места занятого в своём заплыве
Женщины
| Соревнование       | Спортсмен      | Предварительные заплывы | Предварительные заплывы | Полуфиналы | Полуфиналы | Финал     | Финал |
| Соревнование       | Спортсмен      | Результат               | Место                   | Результат  | Место      | Результат | Место |
| ------------------ | -------------- | ----------------------- | ----------------------- | ---------- | ---------- | --------- | ----- |
| 50 м вольный стиль | Бурджу Долунай |                         |                         |            |            |           |       |

### Волейбол
Спортсменов — 12

#### Волейбол

##### Женщины
Состав команды
Главный тренер: Маркос Аурелио Мотта (Бразилия), тренер: Алпер Эрдогюш, доктор: Ибрахим Янмыш, физиотерапевт: Сибель Кахьялиоглу, менеджер: Селджан Чаглар
Результаты
Группа B
|                     | Очки | Матчи   | Матчи   | Матчи | Сеты | Сеты | Сеты  | Мячи | Мячи | Мячи  |
| И                   | Очки | В (3:2) | П (2:3) | В     | П    | В:П  | В     | П    | В:П  |       |
| ------------------- | ---- | ------- | ------- | ----- | ---- | ---- | ----- | ---- | ---- | ----- |
| 1. США              | 15   | 5       | 5 (0)   | 0 (0) | 15   | 2    | 7,500 | 426  | 345  | 1,235 |
| 2. Китай            | 9    | 5       | 3 (1)   | 2 (1) | 11   | 10   | 1,100 | 475  | 461  | 1,030 |
| 3. Республика Корея | 8    | 5       | 2 (0)   | 3 (2) | 11   | 10   | 1,100 | 449  | 451  | 0,996 |
| 4. Бразилия         | 7    | 5       | 3 (2)   | 2 (0) | 10   | 10   | 1,000 | 447  | 420  | 1,064 |
| 5. Турция           | 6    | 5       | 2 (1)   | 3 (1) | 9    | 11   | 0,818 | 434  | 443  | 0,980 |
| 6. Сербия           | 0    | 5       | 0 (0)   | 5 (0) | 2    | 15   | 0,133 | 296  | 407  | 0,727 |

| Дата  | Время |          | Счёт |                  | Сеты  | Сеты  | Сеты  | Сеты  | Сеты  | Зрителей | Отчёт |
| Дата  | Время | 1        | Счёт | 2                | 3     | 4     | 5     |       |       | Зрителей | Отчёт |
| ----- | ----- | -------- | ---- | ---------------- | ----- | ----- | ----- | ----- | ----- | -------- | ----- |
| 28.07 | 22:00 | Бразилия | 3:2  | Турция           | 25:18 | 23:25 | 25:19 | 25:27 | 15:12 | 8000     | P2    |
| 30.07 | 9:30  | Китай    | 3:1  | Турция           | 25:20 | 25:20 | 29:31 | 25:22 |       | 10 500   | P2    |
| 1.08  | 14:45 | Сербия   | 0:3  | Турция           | 20:25 | 12:25 | 21:25 |       |       | 11 500   | P2    |
| 3.08  | 14:45 | Турция   | 3:2  | Республика Корея | 25:16 | 21:25 | 25:18 | 19:25 | 15:12 | 13 500   | P2    |
| 5.08  | 20:00 | США      | 3:0  | Турция           | 27:25 | 25:16 | 25:19 |       |       | 12 000   | P2    |

### Гимнастика

#### Спортивная гимнастика
Спортсменов — 1
Женщины
| Соревнование | Спортсменка | Квалификация | Квалификация | Финал | Финал |
| Соревнование | Спортсменка | Баллы        | Место        | Баллы | Место |
| ------------ | ----------- | ------------ | ------------ | ----- | ----- |
| Бревно       | Гёксу Учташ | 11,333       | 77           |       |       |

### Лёгкая атлетика
Спортсменов —
Мужчины
| Дисциплина      | Спортсмен | Предварительный раунд | Предварительный раунд | Четвертьфиналы | Четвертьфиналы | Полуфиналы | Полуфиналы | Финал     | Финал |
| Дисциплина      | Спортсмен | Результат             | Место                 | Результат      | Место          | Результат  | Место      | Результат | Место |
| --------------- | --------- | --------------------- | --------------------- | -------------- | -------------- | ---------- | ---------- | --------- | ----- |
| 800 м           |           |                       |                       |                |                |            |            |           |       |
| 1500 м          |           |                       |                       |                |                |            |            |           |       |
| 5000 м          |           |                       |                       |                |                |            |            |           |       |
| 10 000 м        |           |                       |                       |                |                |            |            |           |       |
| 3 000 м с/п     |           |                       |                       |                |                |            |            |           |       |
| марафон         |           |                       |                       |                |                |            |            |           |       |
| ходьба на 20 км |           |                       |                       |                |                |            |            |           |       |
| толкание ядра   |           |                       |                       |                |                |            |            |           |       |
| метание диска   |           |                       |                       |                |                |            |            |           |       |
| метание копья   |           |                       |                       |                |                |            |            |           |       |
| метание молота  |           |                       |                       |                |                |            |            |           |       |

Женщины
| Дисциплина      | Спортсмен | Предварительный раунд | Предварительный раунд | Четвертьфиналы | Четвертьфиналы | Полуфиналы | Полуфиналы | Финал     | Финал |
| Дисциплина      | Спортсмен | Результат             | Место                 | Результат      | Место          | Результат  | Место      | Результат | Место |
| --------------- | --------- | --------------------- | --------------------- | -------------- | -------------- | ---------- | ---------- | --------- | ----- |
| 400 м           |           |                       |                       |                |                |            |            |           |       |
| 800 м           |           |                       |                       |                |                |            |            |           |       |
| 1500 м          |           |                       |                       |                |                |            |            |           |       |
|                 |           |                       |                       |                |                |            |            |           |       |
| 5000 м          |           |                       |                       |                |                |            |            |           |       |
| 100 м с/б       |           |                       |                       |                |                |            |            |           |       |
| 400 м с/б       |           |                       |                       |                |                |            |            |           |       |
| 3 000 м с/п     |           |                       |                       |                |                |            |            |           |       |
| марафон         |           |                       |                       |                |                |            |            |           |       |
|                 |           |                       |                       |                |                |            |            |           |       |
|                 |           |                       |                       |                |                |            |            |           |       |
| ходьба на 20 км |           |                       |                       |                |                |            |            |           |       |
| прыжки в длину  |           |                       |                       |                |                |            |            |           |       |
| прыжки в высоту |           |                       |                       |                |                |            |            |           |       |
| метание молота  |           |                       |                       |                |                |            |            |           |       |

### Настольный теннис
Спортсменов — 2
Соревнования по настольному теннису проходили по системе плей-офф. Каждый матч продолжался до тех пор, пока один из теннисистов не выигрывал 4 партии. Сильнейшие 16 спортсменов начинали соревнования с третьего раунда, следующие 16 по рейтингу стартовали со второго раунда.
Мужчины
| Соревнование     | Спортсмены     | Квалификация       | Первый раунд       | Второй раунд              | Третий раунд               | 1/8 финала           | Четвертьфинал        | Полуфинал            | Финал                | Место |
| Соревнование     | Спортсмены     | Соперник Результат | Соперник Результат | Соперник Результат        | Соперник Результат         | Соперник Результат   | Соперник Результат   | Соперник Результат   | Соперник Результат   | Место |
| ---------------- | -------------- | ------------------ | ------------------ | ------------------------- | -------------------------- | -------------------- | -------------------- | -------------------- | -------------------- | ----- |
| Одиночный разряд | Бора Ванг (31) | Не участвовал      | Не участвовал      | К. Аруна (NGR) (61) В 4:2 | Чжан Цзикэ (CHN) (1) П 0:4 | Завершил выступление | Завершил выступление | Завершил выступление | Завершил выступление | 17    |

Женщины
Одиночный разряд
| Соревнование     | Спортсмены | Предварительный раунд | Первый раунд       | Второй раунд       | Третий раунд       | Четвёртый раунд    | Четвертьфинал      | Полуфинал          | Финал              |
| Соревнование     | Спортсмены | Соперник Результат    | Соперник Результат | Соперник Результат | Соперник Результат | Соперник Результат | Соперник Результат | Соперник Результат | Соперник Результат |
| ---------------- | ---------- | --------------------- | ------------------ | ------------------ | ------------------ | ------------------ | ------------------ | ------------------ | ------------------ |
| Одиночный разряд |            |                       |                    |                    |                    |                    |                    |                    |                    |
| Мелек Ху         |            |                       |                    |                    |                    |                    |                    |                    |                    |

### Стрельба
Мужчины
| Соревнование                       | Спортсмены | Квалификация | Квалификация | Финал | Всего     | Всего |
| Соревнование                       | Спортсмены | Результат    | Место        | Финал | Результат | Место |
| ---------------------------------- | ---------- | ------------ | ------------ | ----- | --------- | ----- |
| Пневматический пистолет, 10 метров |            |              |              |       |           |       |
|                                    |            |              |              |       |           |       |
| Трап                               |            |              |              |       |           |       |
|                                    |            |              |              |       |           |       |

Женщины
| Соревнование | Спортсмены | Квалификация | Квалификация | Финал | Всего     | Всего |
| Соревнование | Спортсмены | Результат    | Место        | Финал | Результат | Место |
| ------------ | ---------- | ------------ | ------------ | ----- | --------- | ----- |
| Трап         |            |              |              |       |           |       |
|              |            |              |              |       |           |       |

### Стрельба из лука
Спортсменов — 1
Женщины
| Соревнование              | Спортсмены      | Квалификация | Квалификация | 1/32 финала        | 1/16 финала        | 1/8 финала         | Четвертьфинал      | Полуфинал          | Финал              |
| Соревнование              | Спортсмены      | Результат    | Место        | Соперник Результат | Соперник Результат | Соперник Результат | Соперник Результат | Соперник Результат | Соперник Результат |
| ------------------------- | --------------- | ------------ | ------------ | ------------------ | ------------------ | ------------------ | ------------------ | ------------------ | ------------------ |
| Индивидуальное первенство | Бегюл Лёклюоглу |              |              |                    |                    |                    |                    |                    |                    |

### Тхэквондо
Мужчины
| Соревнование    | Спортсменым  | Турнир                                | 1/8 финала                      | Четвертьфинал                 | Полуфинал                              | Финал              | Итог |
| --------------- | ------------ | ------------------------------------- | ------------------------------- | ----------------------------- | -------------------------------------- | ------------------ | ---- |
| Соревнование    | Спортсменым  | Турнир                                | Соперник Результат              | Соперник Результат            | Соперник Результат                     | Соперник Результат |      |
| До 68 кг        |              |                                       |                                 |                               |                                        |                    |      |
| Сервет Тазегюль | За 1-е место | Терренс Дженнингс (USA) Поб. 8:6      | Григорий Гусаров (UKR) Поб. 9:2 | Мартин Стампер (GBR) Поб. 9:6 | Мохаммад Багери Мотамед (IRI) Поб. 6:5 | 1                  |      |
| Сервет Тазегюль | За 3-е место |                                       |                                 |                               |                                        |                    |      |
| свыше 80 кг     |              |                                       |                                 |                               |                                        |                    |      |
| Бахри Танрыкулу | За 1-е место | Александрос Николаидис (GRE) Поб. 7:3 | Чха Дон Мин (KOR) Поб. 4:1      | Энтони Обаме (GAB) Пор. 2:3   |                                        |                    |      |
| Бахри Танрыкулу | За 3-е место |                                       |                                 | Лю Сяобо (CHN) Пор. 2:3       |                                        | 5                  |      |
| До 67 кг        |              |                                       |                                 |                               |                                        |                    |      |
| Нур Татар       | За 1-е место | Андреа Бернард (GRN) поб. 5—1         | Пейдж Макферсон (USA) поб. 6—1  | Кармен Мартон (AUS) поб. 6—0  | Хван Гён Сон (KOR) пор. 5—12           | 2                  |      |
| Нур Татар       | За 3-е место |                                       |                                 |                               |                                        |                    |      |